# Arkhi

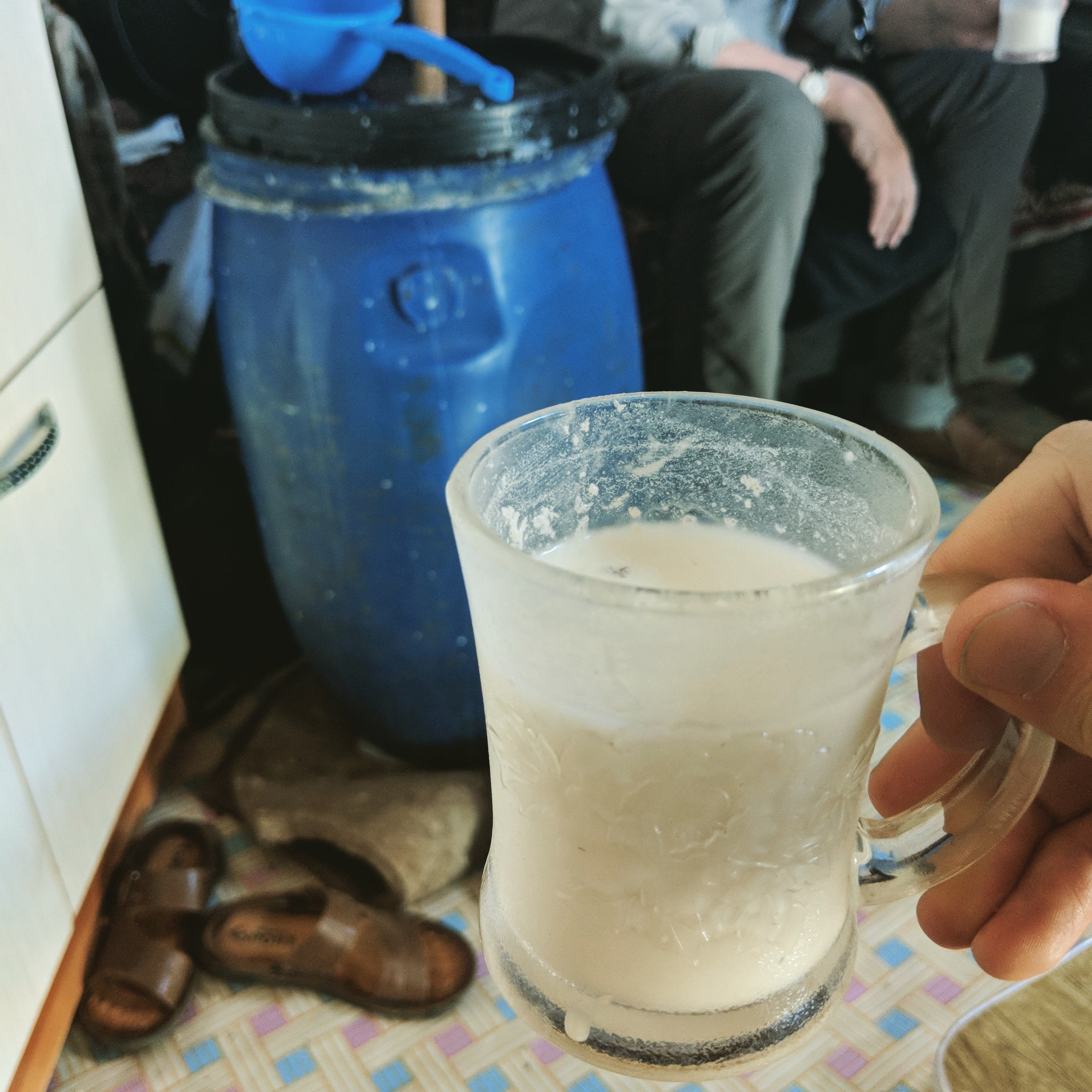
Nutriment Mongolie tire de la bière de lait fermentée

L'arkhi (mongol : ᠠᠷᠢᠬᠢ, VPMC : ariqi, cyrillique : архи, MNS : arkhi) est une eau-de-vie obtenue à partir de l'airag (bière de lait fermenté), ou isgelen tarag (mongol : ᠢᠰᠬᠦᠯᠡᠩ
ᠲᠠᠷᠠᠭ, VPMC : isqüleng tarag, cyrillique : исгэлэн тараг, yoghourt aigre) qui est ensuite distillé. L'isgelen tarag peut s'agir de lait de jument, d'ânesse, de brebis, de vache, de yak, de chamelle (shubat ou khormog (ингэний хормог, Ingenii khormog)) ou encore de renne (pinna), selon les élevages des populations. Il est consommé par les Mongols, notamment en Mongolie et Mongolie-Intérieure.
En Mongolie, remplacée de plus en plus souvent par de la vodka industrielle qui peut désormais elle aussi être désignée sous ce nom
En Mongolie-Intérieure, et alentours, on peut toujours en trouver couramment, des industriels en produisent notamment à Chifeng.